# Joan Josep Estella i Salas
Joan Josep Estella i Salas (Sant Feliu de Llobregat, 13 de gener de 1956) fou un futbolista català de la dècada de 1980.

## Trajectòria
Es formà al futbol base del Barça, jugant a l'infantil, juvenil, amateur, i des de 1975 al Barcelona Atlètic. Després de dues temporades cedit a Córdoba i Valladolid, el 1979 arribà al primer equip del FC Barcelona, on jugà durant quatre temporades, disputant 156 partits, 100 oficials, i guanyant dues copes, una copa de la lliga i una Recopa d'Europa. Un cop abandonà el Barça jugà al RCD Mallorca, CE Sabadell, Sevilla FC i Granada CF.
Fou un cop internacional amb Espanya el 24 de març de 1982 a l'Estadi Lluis Casanova de València, en un amistós enfront Gal·les, que finalitzà amb empat a un gol.

## Palmarès
- Recopa d'Europa de futbol:
  - 1982
- Copa espanyola:
  - 1981, 1983
- Copa de la Lliga espanyola:
  - 1983